# Agricultura en Arabia Saudita

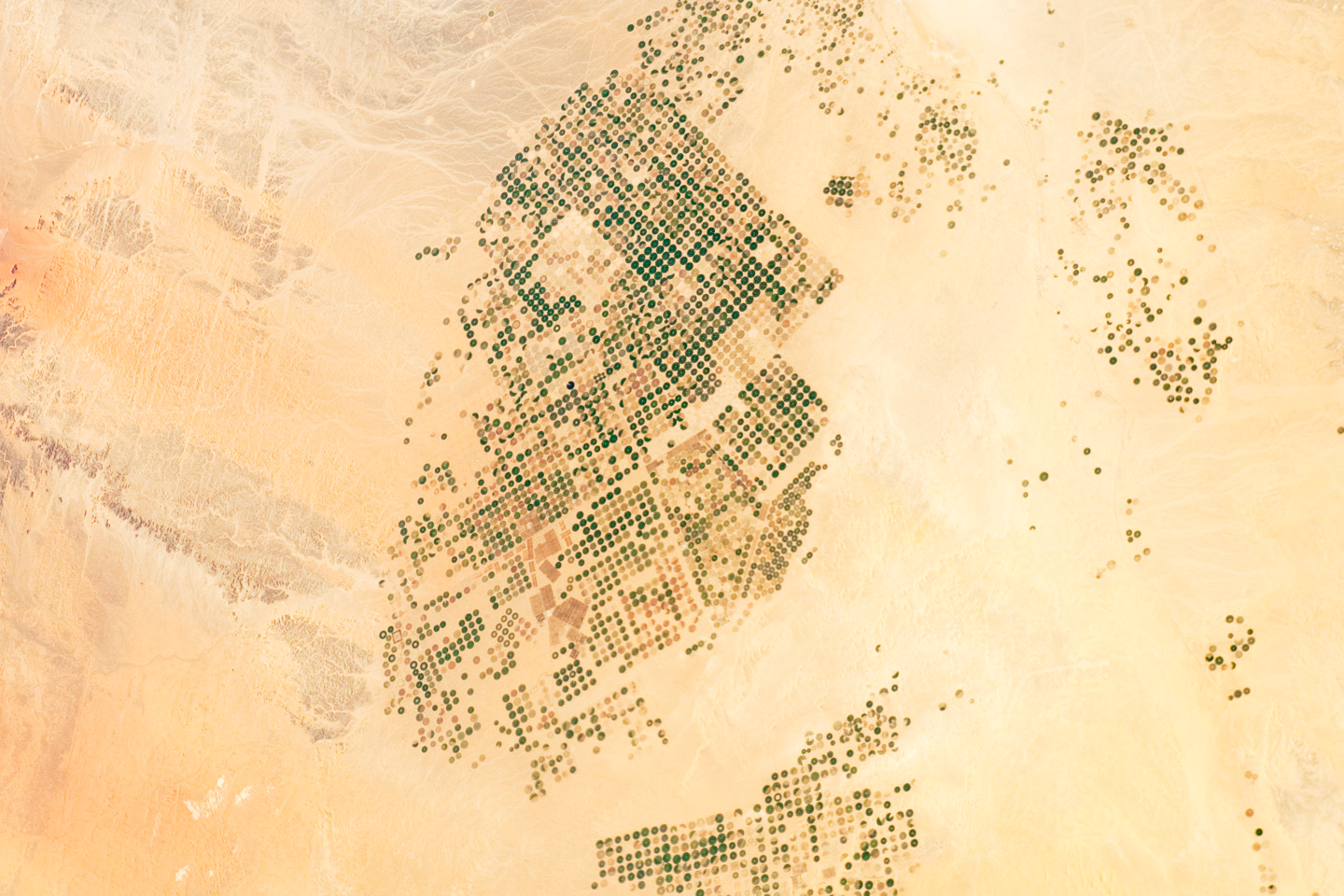
Campos agrícolas en la cuenca de Wadi As-Sirhan de Arabia Saudita vistos desde la Estación Espacial Internacional en 2012

La agricultura en Arabia Saudita se centra en la producción de dátiles, productos lácteos, huevos, pescado, aves, frutas, verduras y flores destinados a la exportación a los mercados de todo el mundo, ya que ha logrado la autosuficiencia en la producción de dichos productos. El gobierno de Arabia Saudita está muy involucrado en la industria agrícola y el Ministerio de Medio Ambiente, Agua y Agricultura, es el principal responsable de las políticas agrícolas de la nación. El sector privado también desempeña un papel en la agricultura de la nación, ya que el gobierno ofrece préstamos sin intereses a largo plazo y agua, combustible, electricidad e importaciones libres de impuestos de materias primas y maquinaria a bajo costo.
Aunque Arabia Saudita es ampliamente considerada como un desierto, tiene regiones donde el clima ha favorecido la agricultura. La lluvia cae en invierno todos los años en Arabia Saudita pero con un promedio de máximo 100 mm excepto en la zona sur del país.  El gobierno, en particular, ha ayudado con este proceso al convertir grandes áreas de desierto en campos agrícolas. Mediante la implementación de importantes proyectos de riego y la adopción de la mecanización a gran escala, esto ha progresado en el desarrollo de la agricultura en el país, agregando áreas previamente estériles al stock de tierra cultivable.
La Organización de las Naciones Unidas para la Agricultura y la Alimentación (FAO) recomienda en un informe que prestar especial atención a la creación y el cuidado del agrosistema en el desierto puede conducir a una interferencia en el ecosistema del desierto que conduciría a resultados desagradables. 

## Producción
Arabia Saudita produjo, en 2018:
- 1,3 millones de toneladas de dátil (segundo mayor productor del mundo, solo superado por Egipto);
- 634 mil toneladas de sandía;
- 624 mil toneladas de cebada;
- 586 mil toneladas de trigo;
- 482 mil toneladas de patata;
- 312 mil toneladas de tomate;
- 144 mil toneladas de sorgo;
- 115 mil toneladas de pepino;

Además de producciones menores de otros productos agrícolas.

## Historia
Durante las décadas de 1970 y 1980, el gobierno emprendió una reestructuración masiva de la agricultura en Arabia Saudita. Los objetivos declarados eran la seguridad alimentaria a través del autoabastecimiento y la mejora de los ingresos rurales. Aunque logró aumentar la producción nacional de varios cultivos y productos alimenticios importantes mediante la introducción de técnicas agrícolas modernas, el programa de desarrollo agrícola no ha logrado por completo estos objetivos. En cuanto a la autosuficiencia, el reino produjo un excedente limitado, suficiente para exportar algunas cantidades de alimentos. Sin embargo, si se considerara todo el proceso de producción, la importación de fertilizantes, equipos y mano de obra ha hecho que el Reino dependa aún más de los insumos extranjeros para llevar alimentos al hogar saudita promedio.
Surgieron dos patrones de distribución de ingresos: las regiones agrícolas tradicionales no se beneficiaron del programa de desarrollo y el apoyo financiero del gobierno condujo al establecimiento de unidades de producción agrícola a gran escala. Algunos de estos fueron administrados y operados por entidades extranjeras y propiedad de personas ricas y grandes empresas. Desde un punto de vista ambiental, el programa tuvo un impacto menos que satisfactorio. No solo ha causado una grave pérdida de los recursos hídricos del reino, principalmente de acuíferos no renovables, sino que también ha requerido el uso de cantidades masivas de fertilizantes químicos para aumentar los rendimientos. En 1992, la estrategia agrícola saudita solo era sostenible mientras el gobierno mantuviera un alto nivel de subsidios directos e indirectos, una sangría para su presupuesto y cuentas externas.
La contribución de la agricultura al producto interno bruto (PIB) en 1984 fue del 3,3%. En 2001 aumentó al 5,1%, pero se debió a la caída de los ingresos petroleros.

## Agricultura tradicional y nomadismo pastoril
En el pasado, la mayor parte de la producción agrícola se concentraba en unas pocas áreas limitadas. Estas comunidades retuvieron en gran parte el producto, aunque algunos excedentes se vendieron a las ciudades. Los nómadas jugaron un papel crucial en este sentido, transportando alimentos y otros bienes entre las áreas agrícolas ampliamente dispersas. La crianza de ganado era compartida entre las comunidades sedentarias y nómadas, quienes también la usaban para complementar sus precarios medios de vida.
El suministro de agua en Arabia Saudita, y específicamente la falta de agua, siempre ha sido la principal limitación para la agricultura y el factor determinante de dónde se producía el cultivo. El reino no tiene lagos ni ríos. Las precipitaciones son escasas e irregulares en la mayor parte del país. Solo en el sudoeste, en las montañas de 'Asir, cerca de la frontera con Yemen y que representan el tres por ciento de la superficie terrestre, llovió lo suficiente como para sustentar cultivos regulares. Esta región más las llanuras costeras del sur de Tihamah sustentaron la agricultura de subsistencia. Los cultivos en el resto del país estaban dispersos y dependían del riego. A lo largo de la costa occidental y en el altiplano occidental, el agua subterránea de pozos y manantiales proporcionó agua adecuada para granjas autosuficientes y, hasta cierto punto, para la producción comercial. Moviéndose hacia el este, en las partes central y norte del interior, Najd y An Nafud, algunas aguas subterráneas permitieron la agricultura limitada. La Provincia Oriental apoyó la economía de plantación más extensa. El principal oasis se centró alrededor de Al Hasa, que disfrutó de altos niveles freáticos, manantiales naturales y suelos relativamente buenos.
Históricamente, la tierra cultivable limitada y la casi ausencia de pastizales obligaron a quienes criaban ganado a adoptar un patrón nómada para aprovechar el forraje disponible. Solo en verano, la época más seca del año, el nómada mantenía a sus animales alrededor de un oasis o pozo para obtener agua y forraje. Los beduinos desarrollaron habilidades especiales para saber dónde había caído la lluvia y había forraje disponible para alimentar a sus animales y dónde podían encontrar agua en el camino a varias áreas de forraje.
Tradicionalmente, los beduinos no eran autosuficientes, pero necesitaban algunos alimentos y materiales de los asentamientos agrícolas. El movimiento casi constante requerido para alimentar a sus animales limitaba otras actividades, como tejer. Los agricultores y comerciantes asentados necesitaban a los nómadas para cuidar de los camellos. Los nómadas pastaban y criaban animales pertenecientes a agricultores sedentarios a cambio de porciones de la producción de los agricultores. Los grupos beduinos se contrataron para brindar protección a las áreas agrícolas y de mercado que frecuentaban a cambio de provisiones tales como dátiles, ropa y equipo. Los beduinos complementaron aún más sus ingresos gravando las caravanas por el paso y la protección a través de su territorio.
Los propios beduinos necesitaban protección. Operando en pequeños grupos independientes de unos pocos hogares, eran vulnerables a las incursiones de otros nómadas y, por lo tanto, formaban grupos más grandes, como tribus. La tribu se encargaba de vengar los ataques a cualquiera de sus miembros. Las tribus establecieron territorios que defendieron vigorosamente. Dentro del área tribal, se encontraron y desarrollaron pozos y manantiales. Generalmente, los desarrolladores de una fuente de agua, como un pozo, retuvieron los derechos a menos que la abandonaran. Este sistema creaba problemas para los nómadas porque podían pasar muchos años entre visitas a un pozo que habían cavado. Si la gente de otra tribu simplemente usaba el pozo, la primera tribu con frecuencia podía establecer que el pozo estaba en un territorio donde tenían derechos primarios; pero si otra tribu mejoraba el pozo, los derechos primarios se hacían difíciles de establecer. A principios del siglo XX, el control sobre la tierra, los derechos de agua y las relaciones intertribales e intratribales estaban muy desarrollados y eran complejos.

## Agricultura moderna
El pastoreo nómada declinó como resultado de varias fuerzas políticas y económicas. La sedentarización era un medio de imponer el control político sobre varios grupos tribales en la Península arábiga. Las nuevas estructuras legales, como la Ordenanza de Distribución de Tierras Públicas de 1968, crearon relaciones territoriales novedosas y estimularon la disolución del modo de vida beduino. El establecimiento de un Estado moderno activista brindó incentivos para que un gran número de ciudadanos sauditas ingresaran al empleo comercial regular, asalariado o urbano. Además, la tecnología moderna y las nuevas redes de transporte socavaron los primitivos servicios que los beduinos ofrecían al resto de la economía.
Hasta la década de 1970, la agricultura sedentaria experimentó pocos cambios y declinó ante las importaciones extranjeras, la deriva urbana y la falta de inversión. El uso de insumos modernos siguió siendo relativamente limitado. La introducción del bombeo mecánico en ciertas áreas condujo a un nivel modesto de producción comercial, generalmente en lugares cercanos a los centros urbanos. Sin embargo, la distribución regional de la actividad agrícola se mantuvo relativamente sin cambios, al igual que el tamaño promedio de las explotaciones y los patrones de cultivo.
A fines de la década de 1970 y principios de la de 1980, el gobierno emprendió un programa multifacético para modernizar y comercializar la agricultura, a fin de mejorar la industria agrícola de la nación. El apoyo indirecto implicó gastos sustanciales en infraestructura, que incluyeron suministro de electricidad, riego, drenaje, sistemas de carreteras secundarias y otras instalaciones de transporte para distribuir y comercializar productos. La distribución de tierras también fue una parte integral del programa. La Ordenanza de Distribución de Tierras Públicas de 1968 asignó de 5 a 100 hectáreas de tierras en barbecho a particulares sin costo alguno, hasta 400 hectáreas a empresas y organizaciones, y un límite de 4.000 hectáreas para proyectos especiales. Los beneficiarios debían desarrollar un mínimo del 25 por ciento de la tierra dentro de un período de tiempo determinado (generalmente de dos a cinco años); a partir de entonces, se transfirió la propiedad total. En el año fiscal 1989, la superficie total distribuida superaba los 1,5 millones de hectáreas. De esta superficie total, 7.273 proyectos agrícolas especiales representaban poco menos de 860.000 hectáreas, o el 56,5 por ciento; 67.686 personas recibieron poco menos de 400.000 hectáreas o el 26,3 por ciento; 17 empresas agrícolas recibieron poco más de 260.000 hectáreas, o el 17,2 por ciento. A juzgar por estas estadísticas, el promedio de terrenos en barbecho otorgados a particulares fue de 5,9 hectáreas, 118 hectáreas a proyectos y 15.375 hectáreas a empresas, esta última muy por encima del límite de 400 hectáreas especificado en los planes originales.
El gobierno también movilizó importantes recursos financieros para apoyar la crianza de cultivos y ganado durante las décadas de 1970 y 1980. Las principales instituciones involucradas fueron el Ministerio de Agricultura y Agua, el Banco Agrícola de Arabia Saudita (SAAB) y la Organización de Molinos de Harina y Silos de Grano (GSFMO). SAAB proporcionó préstamos sin intereses a los agricultores; durante el año fiscal 1989, por ejemplo, el 26,6 por ciento de los préstamos fueron para perforación y revestimiento de pozos, el 23 por ciento para proyectos agrícolas y el resto para la compra de maquinaria agrícola, bombas y equipo de riego. SAAB también otorgó subsidios para comprar otros insumos de capital.
La GSFMO implementó el programa oficial de compras, comprando trigo y cebada producidos localmente a precios garantizados para las ventas nacionales y las exportaciones. El precio de adquisición se redujo constantemente durante la década de 1980 debido a la sobreproducción masiva y por razones presupuestarias, pero fue sustancialmente más alto que los precios internacionales. A fines de la década de 1980, el precio de compra del trigo, por ejemplo, triplicaba el precio internacional. Aunque se implementaron restricciones de cantidad para limitar la adquisición, las presiones de un grupo de presión agrícola en crecimiento condujo a exenciones de precios máximos. Además, el gobierno se encontró con un fraude considerable al hacer pasar las importaciones como producción nacional. Para controlar esta situación, el gobierno ha otorgado monopolios de importación de algunos productos agrícolas a la GSFMO, mientras que los subsidios a la importación y la adquisición de ciertos cultivos se han modificado para fomentar un programa de producción más diversificado. Finalmente, las autoridades agrícolas y de agua proporcionaron subsidios masivos en forma de agua desalinizada de bajo costo, y se exigió a las compañías eléctricas que suministraran energía a tarifas reducidas.
El programa provocó una gran respuesta del sector privado, con tasas de crecimiento anual promedio muy por encima de las programadas. Estas tasas de crecimiento se sustentaron en un rápido aumento de la tierra dedicada al cultivo y la producción agrícola. Las inversiones privadas se destinaron principalmente a ampliar la superficie sembrada de trigo. Entre 1983 y 1990, el aumento anual promedio de nuevas tierras dedicadas al cultivo de trigo aumentó en un 14 por ciento. Un aumento del 35 por ciento en los rendimientos por tonelada durante este período impulsó aún más la producción de trigo; la producción total aumentó de 1,4 millones de toneladas por año en el año fiscal 1983 a 3,5 millones de toneladas en el año fiscal 1989. Para poner el volumen total en perspectiva, las exportaciones aumentaron hasta el punto en que Arabia Saudita fue el sexto mayor exportador de trigo a principios de la década de 1990.
Otros cereales alimentarios también se beneficiaron de la inversión privada. Por ejemplo, las tasas de crecimiento de la producción de sorgo y cebada se aceleraron incluso más rápido que el trigo durante la década de 1980, aunque la cantidad total producida fue mucho menor. Durante la década de 1980, los agricultores también experimentaron con nuevas variedades de verduras y frutas, pero con un éxito modesto. A los cultivos más tradicionales, como las cebollas y los dátiles, no les fue tan bien y su producción disminuyó o se mantuvo estable.
En 2018, el Ministerio de Medio Ambiente, Agua y Agricultura de Arabia Saudita adoptó un nuevo plan que tiene como objetivo impulsar la agricultura orgánica en el país. El objetivo del plan es incrementar la agricultura orgánica en un 300 por ciento y el presupuesto asignado es de US$200 millones.
En la década de 1970, el aumento de los ingresos en las zonas urbanas estimuló la demanda de carne y productos lácteos, pero a principios de la década de 1980 los programas gubernamentales solo lograron aumentar parcialmente la producción nacional. Los beduinos continuaron criando un gran número de ovejas y cabras. Sin embargo, los pagos por el aumento de los rebaños no se habían traducido en un aumento proporcional de animales destinados al sacrificio. Se habían establecido algunos corrales de engorde comerciales para ovejas y ganado, así como algunos ranchos modernos, pero a principios de la década de 1980, gran parte de la carne consumida era importada. Aunque el suministro de carne todavía se importaba en gran medida a principios de la década de 1990, la producción nacional de carne había aumentado un 33 por ciento entre 1984 y 1990, de 101.000 toneladas a 134.000 toneladas. Este aumento, sin embargo, enmascaró el papel dominante de las granjas tradicionales en el suministro de carne. Aunque los nuevos proyectos explicaron parte del rápido crecimiento durante la década de 1980, una fuerte disminución de aproximadamente el 74 por ciento en la producción de carne de res por parte de proyectos especializados durante 1989 resultó en una caída de sólo el 15 por ciento en la producción de carne. Este cambio también destacó los problemas en la introducción de técnicas modernas de cría de ganado comercial en el Reino.
Sin embargo, las granjas avícolas comerciales se beneficiaron enormemente de los incentivos gubernamentales y crecieron rápidamente durante la década de 1980. Los pollos generalmente se criaban en condiciones climáticas controladas. A pesar de la duplicación de la producción, como resultado del rápido aumento del consumo de pollo, que se había convertido en un alimento básico importante de la dieta saudí, la producción nacional constituía menos de la mitad de la demanda total. La producción de huevos también aumentó rápidamente durante la década de 1980. El número de pollos de engorde aumentó de 143 millones en 1984 a 270 millones en 1990, mientras que la producción de huevos aumentó de 1 852 millones en 1984 a 2 059 millones en 1990.
Sin embargo, la pesca era un aspecto subdesarrollado de la economía saudita a pesar de la abundancia de pescado y mariscos en las aguas costeras. Las principales razones del pequeño tamaño de este sector fueron la demanda limitada de pescado y la falta comparativa de instalaciones de procesamiento y comercialización de pescado. Las acciones iraquíes al descargar petróleo crudo en el Golfo Pérsico durante la Guerra del Golfo causaron daños considerables a los peces y la vida silvestre en el golfo. Los datos relativos a las capturas de posguerra no estaban disponibles a fines de 1992, pero en 1989 la Organización de las Naciones Unidas para la Agricultura y la Alimentación estimó la captura total de Arabia Saudita en más de 53.000 toneladas.
Arabia Saudita está sufriendo un gran agotamiento del agua en sus acuíferos subterráneos y, como consecuencia, el colapso y la desintegración de su agricultura. Como resultado de la catástrofe, Arabia Saudita compró tierras agrícolas en los Estados Unidos, Argentina, Indonesia, Tailandia y África. Arabia Saudita se clasificó como un importante comprador de tierras agrícolas en países extranjeros